# Cheilanthes similis
Cheilanthes similis är en kantbräkenväxtart som beskrevs av Harvey Eugene Ballard. Cheilanthes similis ingår i släktet Cheilanthes och familjen Pteridaceae. Inga underarter finns listade.